# Platymiscium gracile
Espèce
Statut de conservation UICN

 VU D2 : Vulnérable
Platymiscium gracile est une espèce de plantes à fleurs de la famille des Fabaceae.

## Publication originale
- Journal of the Linnean Society, Botany 4 (Suppl.): 82. 1860.